# Sierra Noble
 (février 2023).
Si vous disposez d'ouvrages ou d'articles de référence ou si vous connaissez des sites web de qualité traitant du thème abordé ici, merci de compléter l'article en donnant les références utiles à sa vérifiabilité et en les liant à la section « Notes et références ».
En pratique : Quelles sources sont attendues ? Comment ajouter mes sources ?
Sierra Noble (née le 20 février 1990 à Ottawa) est une auteure-compositrice-interprète canadienne. Gagnante du LII Festival de Viña del Mar avec la chanson « Try anything » en 2011.

## Biographie
Jeunesse Née à Ottawa, Ontario, Noble est la troisième et la plus jeune fille de Sherry Noble (née à Kingston, Ontario) et de David Noble (né à Muscatine, Iowa). Elle a déménagé à Winnipeg, Manitoba en 1990. 
Sierra a fréquenté l'école Laura Secord de la maternelle à la 4e année lorsqu'elle a été transférée à l'école Wolseley pour les 5e et 6e années. Collégial grâce à une bourse complète du recteur de l'Université de Winnipeg, Lloyd Axworthy.
Sierra Noble a commencé par jouer à The Forks à Winnipeg. À l'âge de 12 ans, Sierra est devenue la jeune ambassadrice de la Campagne manitobaine pour l'interdiction des mines. À ce titre, elle a commencé à faire des présentations sur le problème mondial des mines terrestres dans diverses écoles, universités et collèges. En 2004, elle a été choisie pour être l'une des deux représentantes du Canada à la Conférence internationale sur les enfants de Ban Landmines.

### Carrière musicale
En 2005, elle a sorti un album instrumental de musique de violon traditionnel Old Time intitulé "Spirit of The Strings", produit par Randy Hiebert (guitariste des Bellamy Brothers), distribué par Arbor Records / EMI Canada.
En décembre 2008, Sierra a sorti son premier album vocal intitulé «Possibilités» sur MapleMusic Recordings, produit par le producteur de disques torontois Bill Bell. Le premier single de l'album, «Possibility» (co-écrit par Noble, Chris Burke-Gaffney et Keith Macpherson) était en rotation à la radio pop et à la radio country au Canada, le clip de la chanson atteignant le numéro 1 sur MuchMore et est apparu dans le Top 20 du Cross Canada Countdown de CMT (Canada).
- Possibility (2008)
- Try anything (2011)